# Ultralcis
Ultralcis là một chi bướm đêm thuộc họ Geometridae.